# Seminar für biblische Theologie Beatenberg
Das Seminar für biblische Theologie Beatenberg (ehemals: Bibelschule Beatenberg; in eigener Abkürzung auch: sbt bzw. sbt Beatenberg) ist eine evangelikale theologische Ausbildungsstätte in Beatenberg im Kanton Bern der Schweiz mit interdenominationellem und internationalem Charakter. Das sbt Beatenberg wurde 1945 unter dem Namen „Bibelheim und Bibelschule Beatenberg“ von Saturnin und Gertrud Wasserzug gegründet. Seine Dozenten und Studierenden kommen aus verschiedenen evangelischen Kirchen und Freikirchen. Das sbt Beatenberg bietet theologische Ausbildung mit dem Ziel, Christen für den voll- oder teilzeitlichen Dienst in Kirchen im In- und Ausland vorzubereiten.

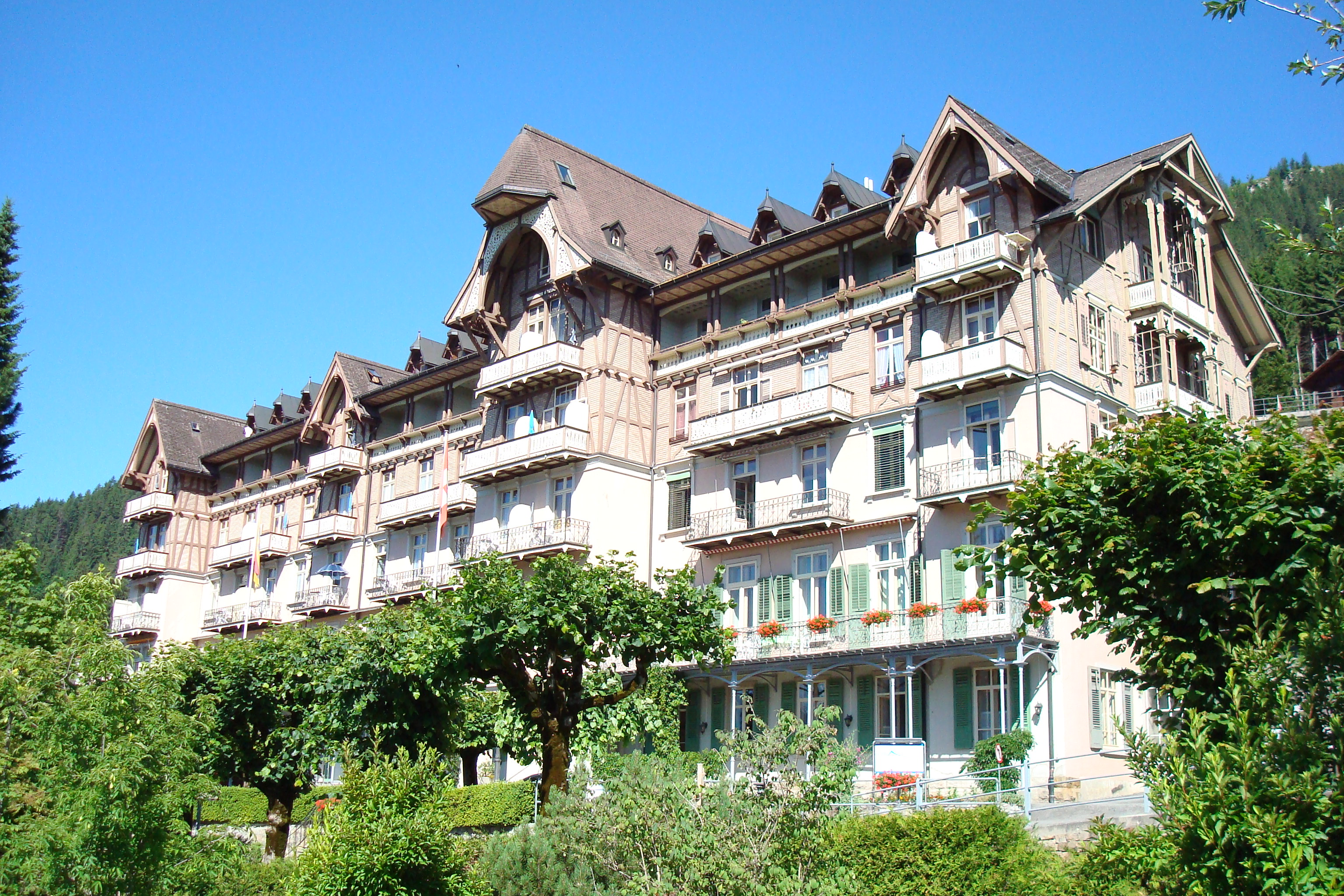
Seminar für biblische Theologie, Gästehaus

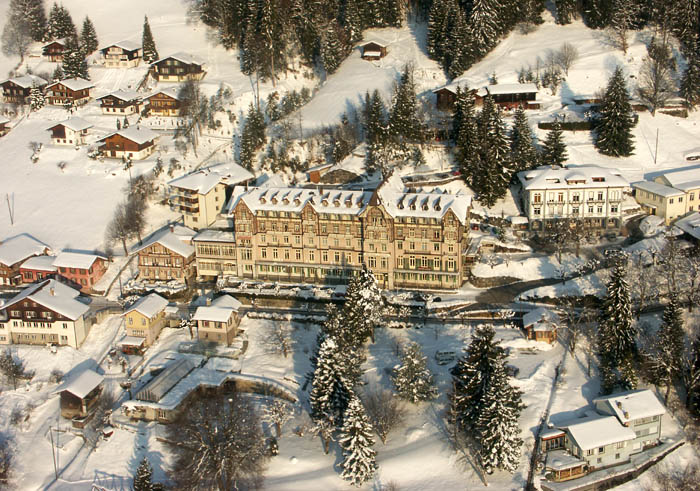
Flugaufnahme des Campus

## Ausbildungsangebot und Tätigkeitsbereiche
Das sbt bietet ein dreijähriges Theologiestudium mit dem Abschluss Bachelor of Theology sowie ein ein- oder halbjähriges Jüngerschafts-Programm («Studiengang Glauben entdecken», SGE) an. Daneben werden E-Learning-Kurse angeboten: ein bibelkundlicher Kurs für Erwachsene sowie ein Bibelkurs für Kinder (sbt-kids).
Ein weiterer Arbeitszweig des sbt ist ein Hotelbetrieb mit 180 Betten.
Das sbt beschäftigt rund 25 Mitarbeitende und über 20 Lehrbeauftragte. Seit der Gründung 1945 haben ca. 2500 Studierende die Ausbildung am sbt absolviert, die in kirchlichen und sozial-diakonischen Diensten auf allen Kontinenten tätig sind.

### Ziele
Das Ziel des sbt ist die Lehre und Verkündigung des Evangeliums von Jesus Christus und die Vorbereitung junger Menschen für die verschiedenen Bereiche christlicher Dienste.
Die Ausbildung findet auf folgenden drei Ebenen statt:
1. Theologisches Wissen: in den Fachbereichen Altes Testament, Neues Testament, Systematische Theologie, Historische Theologie und Praktische Theologie und Missionswissenschaft.
2. Persönlichkeitsentwicklung: das gemeinsame Leben auf dem Campus soll die persönliche geistliche Charakterbildung, die interkulturelle und interdenominationelle Kommunikation sowie die Beziehungsfähigkeit der Studierenden untereinander fördern.
3. Dienstpraxis: Praktika in der kirchlichen und sozialen Arbeit im In- und Ausland, regelmässige Dienste in den Kirchen der Region oder christlichen Werken.

### Studiengänge
- SGM – 3-jähriger Bachelor-Studiengang «Gemeinde und Mission»[1]
- SGE – ein als Jüngerschaftsschule konzipierter 1-jähriger Studiengang «Glauben entdecken»[2]
- SGE – ein als Jüngerschaftsschule konzipierter Halbjahreskurs «Glauben entdecken»[3]
- E-Learning – Bibelkunde[4]

## Mitgliedschaften
- European Evangelical Accrediting Association (EEAA)
- Schweizerische Evangelische Allianz (SEA)
- Arbeitsgemeinschaft Evangelischer Missionen (AEM)
- Konferenz Bibeltreuer Ausbildungsstätten (KBA)
- Verband Christlicher Hotels (VCH)

## Geschichte

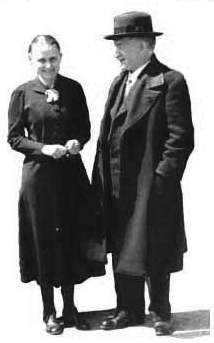
Gründer-Ehepaar der Bibelschule Beatenberg, Gertrud und Saturnin Wasserzug

In den mittleren Jahrzehnten des 20. Jahrhunderts entstand in Europa eine neue Missionsbewegung. Das Ehepaar Saturnin und Gertrud Wasserzug begann 1934 mit einer Schulungs- und Gästearbeit im Chalet Berghalde in Beatenberg. 1935 fand die erste grosse «Internationale Konferenz für Bibel, Gebet und Weltevangelisation» in Beatenberg statt. Ruth Paxson (ehemalige Missionarin der China-Inland-Mission), Johannes de Heer und René Pache nahmen daran teil. Weitere internationale «Konferenzen für Bibelstudium und Gebet» in Thun und Beatenberg folgten 1937 bis 1939. Verschiedene Evangelisationen wurden in der ganzen Schweiz durchgeführt.
1945 wurde der «Verein Bibelheim und Bibelschule Beatenberg» gegründet, als Start des Missions- und Bibelseminars im alten «Kurhaus» von Beatenberg. Unter der Leitung von Alma Neighbour entstand 1947 eine eigene Verlagsarbeit «Grosse Freude» – der deutschsprachige Zweig des amerikanischen Good News Publishers. Viele Publikationen erschienen von da an im «Verlag Bibelschule Beatenberg».
1948 fand auch die «International Youth for Christ Conference» mit 500 Teilnehmern in Beatenberg statt. Unter anderen nahmen Billy Graham, Oswald Smith, Harold Ockenga, Ralph Freed, Robert Cook, Bob Jones II und Bill Bright daran teil. In der Folge kam es im Jahr 1949 zur Gründung  der Schweizerischen Missions-Gemeinschaft (SMG), 1954 von Trans World Radio, verschiedenen Missionsgesellschaften wie der Vereinigten Sudan Mission (heute Schweizer Allianz Mission) und der „Deutschen Missions-Gemeinschaft“ (heute DMG interpersonal), der Kinder-Evangelisations-Bewegung (KEB) in der Schweiz und Deutschland. Weiter wurden durch die Impulse der internationalen Konferenzen in Europa theologische Ausbildungsstätten gegründet: die Bibelschule Bergstraße (heute BibelStudienKolleg), die Bibelschule Kalkar (heute Bibelschule Brake) und das Istituto Biblico Evangelico Italiano etc.
Die Bibelschule Beatenberg entwickelte sich zu einer der führenden evangelikalen Ausbildungsstätten in Europa. Erst Ende der 1950er Jahre entstanden in Deutschland ähnlich ausgerichtete Bibel- und Missionsschulen.
Saturnin Wasserzug starb 1950 im Alter von 88 Jahren. Stanley Clark wurde Direktor der Bibelschule und des Bibelheims. Eine Tochterinstitution wurde 1954 gegründet: «Bibelheim und Bibelschule Böblingen» entstand mit integrierter Krankenschwesternausbildung. Daraus wurde ab 1969 das Bibelheim «Haus Felsengrund» in Zavelstein bei Bad Teinach. 1957 war die Gründung der Beatenberger Missionswerke in Italien (Centro Evangelico Isola) und in Frankreich (Institut Biblique Marseille).
Der Concours Biblique begann 1961. Aus dieser Arbeit entstand der heutige Kinderonlinekurs kids-connected.ch.
Gertrud Wasserzug übernahm 1962 die Gesamtleitung der Bibelschule und des Bibelheims. Fünf Jahre später trat Peter Mayer die Gesamtleitung an. 1993 übergab er die Leitung an Samuel van der Maas.
2002 übernahm Felix Aeschlimann die Gesamtleitung der Bibelschule und des Gästehauses. Umfangreiche Studienreformen (Beginn eines dreijährigen Bachelorstudiengangs) und Umstrukturierung aller Arbeitszweige wurden im Jahre 2003 durchgeführt und ein neues Konzept für das Gästehaus entworfen. Die Totalrevision der Statuten sah eine Trennung zwischen operativer und strategischer Leitung vor.
Im 2008 wurde dann die «Bibelschule Beatenberg» zum «Seminar für biblische Theologie Beatenberg». Das sbt wurde 2009 durch die European Evangelical Accrediting Association auf Stufe Bachelor of Theology (B.Th.) akkreditiert.

## Diskografie
Die Tonbandmission der Bibelschule Beatenberg veröffentlichte zunächst unter dem Label Biblophon, später unter dem Nachfolgelabel Evangelium auf Band hauseigene Musikproduktionen.
| Nr.    | Titel                             | Titel                                  | Künstler                                                               | Jahr | Anmerkungen |
| Nr.    | Seite A                           | Seite B                                | Künstler                                                               | Jahr | Anmerkungen |
| ------ | --------------------------------- | -------------------------------------- | ---------------------------------------------------------------------- | ---- | ----------- |
| 17-629 | Neunundneunzig der Schafe         | Neunundneunzig der Schafe              | Chor des Bibelseminars Beatenberg                                      | 19?? |             |
| 17-629 | - Neunundneunzig der Schafe       | - Wir sind ein Volk vom Strom der Zeit | Chor des Bibelseminars Beatenberg                                      | 19?? |             |
|        |                                   |                                        |                                                                        |      |             |
| 17-665 | - Gottes Volk darf nie ermüden    | - Der Herr ist mein Hirte              | Doppelquartett des Bibelseminars Beatenberg                            | 19?? |             |
|        |                                   |                                        |                                                                        | 19?? |             |
| 17-755 | Singet dem Herrn ein neues Lied   | Singet dem Herrn ein neues Lied        | Chor und Doppelquartett der Bibelschule Beatenberg; Werner Kuhn (Solo) | 19?? |             |
| 17-755 | - Singet dem Herrn ein neues Lied | - Ja, das ist wunderbar                | Chor und Doppelquartett der Bibelschule Beatenberg; Werner Kuhn (Solo) | 19?? |             |

| Nr.     | Titel             | Künstler                        | Jahr | Anmerkungen |
| ------- | ----------------- | ------------------------------- | ---- | ----------- |
| TM 81-B | Der Tag des Herrn | Chor der Bibelschule Beatenberg | 19?? |             |

| Nr.      | Titel | Künstler                        | Jahr | Anmerkungen                    |
| -------- | --- | ------------------------------- | ---- | ------------------------------ |
| BBB 4001 | Glücklichsein | Chor der Bibelschule Beatenberg | 19?? | Label: Das Evangelium auf Band |
| BBB 4001 | Glücklichsein • Singet dem Herrn ein neues Lied • Ja, das ist wunderbar • Herrlich ist das Leben • Ich bin entschlossen • Gottes Volk darf nie ermüden • Gib doch das Beste vom Meister • Lass du mich stille werden • Zum sicheren Felsen • Golgatha • Überall brauch ich den Heiland • Mächtige Ströme des Segens • Ehre sei dem Herrn • Ich sing von Jesu Kreuze                                               | Chor der Bibelschule Beatenberg | 19?? | Label: Das Evangelium auf Band |
|          | |                                 |      |                                |
| BBB 4005 | Von allen Seiten umgibst du mich | Chor der Bibelschule Beatenberg | 19?? | Label: Das Evangelium auf Band |
| BBB 4005 | Ich sitze oder stehe • Freu dich an der Sonne • Gott hat dir das Leben gegeben • O Heiland der Welt, wir beten dich an • Viele Menschen sagen, sie sein Christen • Bleibet in mir • Lasst uns den Sieg verkünden • Mein Glaube fest sich bauen kann • Wenn wir Not und Elend sehn • Einmal steht ein jeder • Wer kann Menschen besser helfen • Bete einfach an • Jesus ist ein mächtiger Heiland • Sag nicht nein | Chor der Bibelschule Beatenberg | 19?? | Label: Das Evangelium auf Band |
| BBB 4006 | Zerrissen die Welt | Chor der Bibelschule Beatenberg | 19?? | Label: Das Evangelium auf Band |
| BBB 4006 | Zerrissen die Welt • Jesus, Gottes Sohn • Herr, so wie du • Jesus, deine Hände • Mein Jesus, ich lieb dich • Jesus Christus starb für mich • Von dem Tod erstanden • Es gibt eine Heimat • Jesus hat verheißen • Ich gebe mich in deine Hände • Bist du vom Lebenskampf müde • Nichts habe ich, was nicht frei ich empfing • Du bist würdig                                                                       | Chor der Bibelschule Beatenberg | 19?? | Label: Das Evangelium auf Band |